# Energía termosolar de concentración
La energía termosolar de concentración —también conocida como CSP, del inglés: Concentrated Solar Power— es un tipo de energía solar térmica que utiliza espejos o lentes para concentrar una gran cantidad de luz solar sobre una superficie pequeña. La energía eléctrica es producida cuando la luz concentrada es convertida en calor, que impulsa un motor térmico —usualmente una turbina de vapor— conectado a un generador de electricidad.
El mercado de CSP ha aumentado de forma notable su comercialización y capacidad de generación desde el año 2007, situándose la potencia total instalada en el mundo en 4.940 MW a finales de 2015, cuando se añadieron más de 400 MW de potencia. Aun así, este crecimiento se encuentra muy por debajo del protagonizado por la energía solar fotovoltaica, que en las mismas fechas contaba ya con más de 230 GW instalados a nivel global.
Se espera no obstante que el crecimiento de la CSP continúe a paso rápido durante los próximos años. España tiene una capacidad instalada de 2362 MW a comienzos de 2016, convirtiendo a este país en líder mundial en CSP. Actualmente existe un interés notable por la CSP en el Norte de África y el Medio Oriente, así como en India y China. El mercado global ha sido dominado por las centrales cilíndrico-parabólicas, que constituyen el 90 % de las centrales termosolares que se construyen actualmente.
La CSP no debe ser confundida con la electricidad fotovoltaica de concentración —también conocida como CPV, del inglés: Concentrated Photovoltaics—. En la CSP, la luz solar concentrada es convertida en calor y luego el calor es convertido en electricidad. En cambio en la CPV la luz solar concentrada es convertida directamente en electricidad mediante el efecto fotoeléctrico.

## Historia

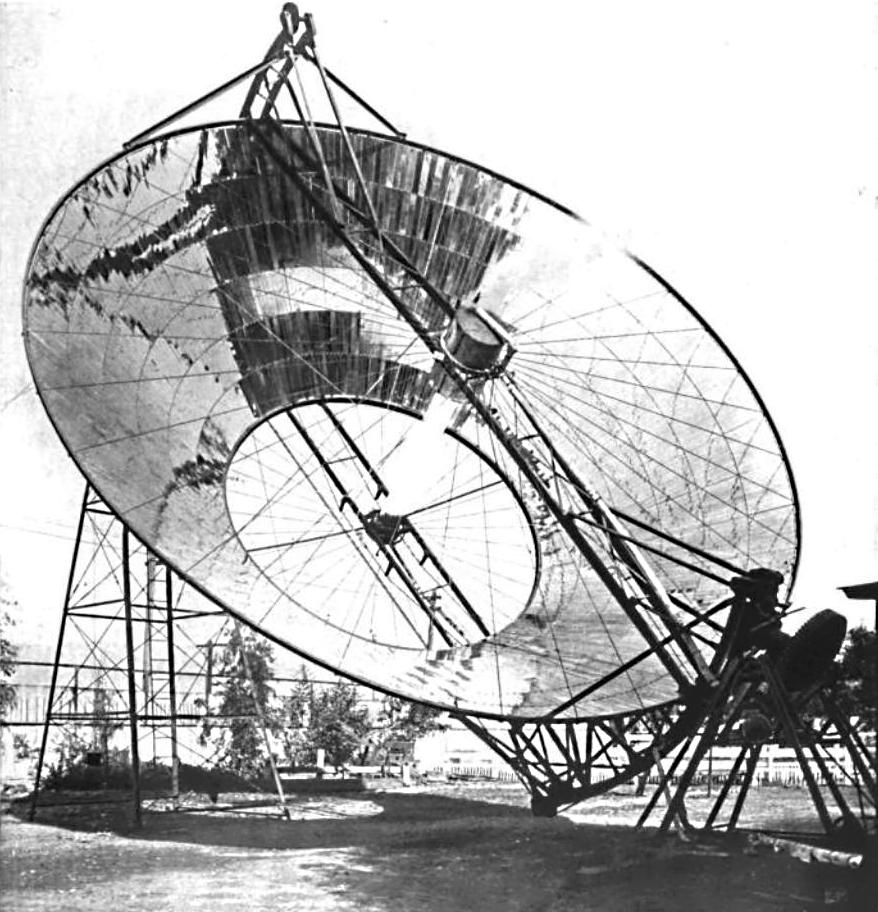
Espejo parabólico experimental para el aprovechamiento de la energía solar térmica, en Los Ángeles, Estados Unidos (c. 1901).

Una leyenda dice que Arquímedes usó un "vidrio ardiente" para concentrar la luz solar sobre la flota invasora romana y los repelió de Siracusa. En el año 1973 un científico griego, el Dr. Ioannis Sakkas, curioso acerca de si Arquímedes podría haber realmente destruido la flota romana en el año 212 A.C, alineó cerca de 60 marinos griegos, cada uno sosteniendo un espejo oblongo inclinado para capturar los rayos del sol e hizo que los dirigieran hacia una silueta de madera cubierta con alquitrán a una distancia de 49 metros. Las estructuras se incendiaron después de unos pocos minutos; sin embargo, los historiadores continúan dudando de esta historia acerca de Arquímedes.
En 1866, Augustin Mouchot usó un cilindro parabólico para producir vapor en el primer motor de vapor solar. La primera patente para un colector solar fue obtenida por el italiano Alessandro Battaglia en Génova, Italia, en el año 1886. En los siguientes años, inventores tales como John Ericsson y Frank Shuman desarrollaron dispositivos energizados por electricidad solar de concentración para irrigación, refrigeración y locomoción. En el año 1913 Shuman finalizó un central de energía solar térmica de 55 HP en Maadi, Egipto para ser usada en irrigación. El primer sistema de energía solar usó un espejo en forma de disco fue construido por Dr. R.H. Goddard, quien ya era bien conocido por su investigación en cohetes de combustible líquido y escribió un artículo en el año 1929 en el que él afirmaba que todos los obstáculos previos habían sido resueltos.
El profesor Giovanni Francia (1911–1980) diseñó y construyó la primera central solar de concentración, la que entró en operación en Sant'Ilario, cerca de Génova, Italia en el año 1968. Esta central tenía la misma arquitectura de las actuales centrales solares de concentración con un receptor solar en el centro de un campo de colectores solares. La central fue capaz de producir 1 MW con vapor supercalentado a 100 bar y 500 grados Celsius. La central Solar One de 10 MW fue desarrollada en el sur de California en el año 1981, pero la tecnología cilíndrico-parabólica del proyecto cercano Solar Energy Generating Systems (SEGS), que se inició en el año 1984, era más práctico. El SEGS de 354 MW aún es la segunda central solar más grande en el mundo, tras el proyecto Ivanpah Solar.

## Tecnología actual
La CSP es usada para producir electricidad (algunas veces llamada termoelectricidad solar, usualmente generada mediante vapor). Los sistemas tecnológicos de concentración solar usando espejos o lentes con sistemas de seguimiento del sol para enfocar una gran área de incidencia de radiación solar sobre una pequeña superficie. Luego la luz concentrada es usada como fuente de calor para una central de energía eléctrica. Los concentradores solares usados en los sistemas CSP a menudo pueden ser usados para proporcionar refrigeración o calefacción industrial.
Las tecnologías de concentración existen en cuatro formas comunes, cilíndrico parabólico, discos Stirling, reflector fresnel lineal compacto y torre de energía solar. Aunque simples, estos concentradores solares están lejos de la capacidad de concentración máxima. Por ejemplo, la concentración cilíndrico parabólica logra 1/3 del máximo teórico para el ángulo de aceptación de diseño, esto es, para la misma tolerancia total para ese sistema. Se puede lograr una aproximación al máximo teórico usando concentradores más elaborados basados en óptica no formadora de imágenes.
Diferentes tipos de concentradores producen diferentes temperaturas máximas con sus correspondientes eficiencias termodinámicas, debido a las diferencias en la forma en que ellos siguen al sol y enfocan la luz. Nuevas innovaciones en la tecnología CSP están llevando a que los sistemas sean más y más costo-efectivos.

### Concentrador solar cilíndrico parabólico

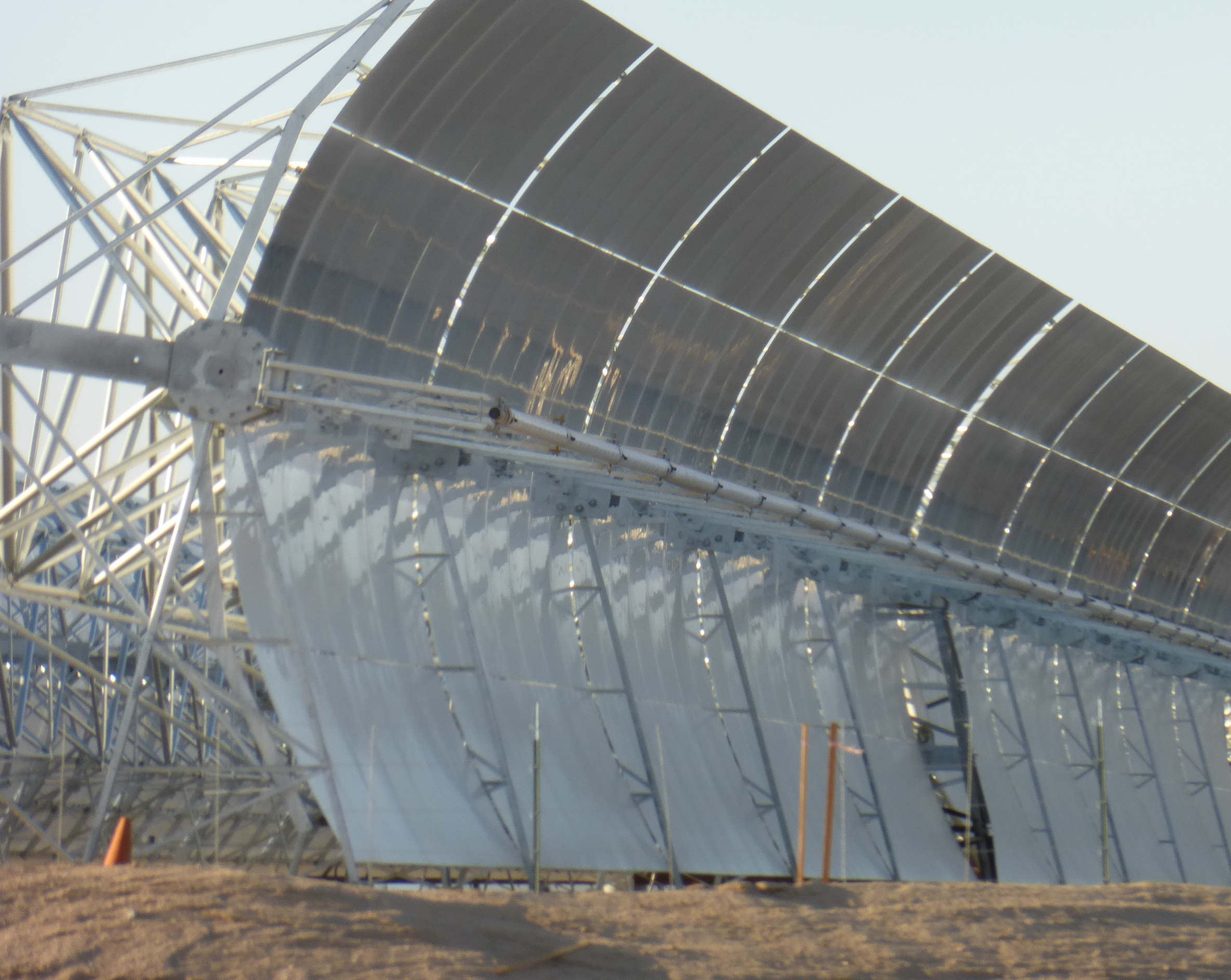
Concentrador cilíndrico parabólico en una planta solar cerca de Harper Lake, California.

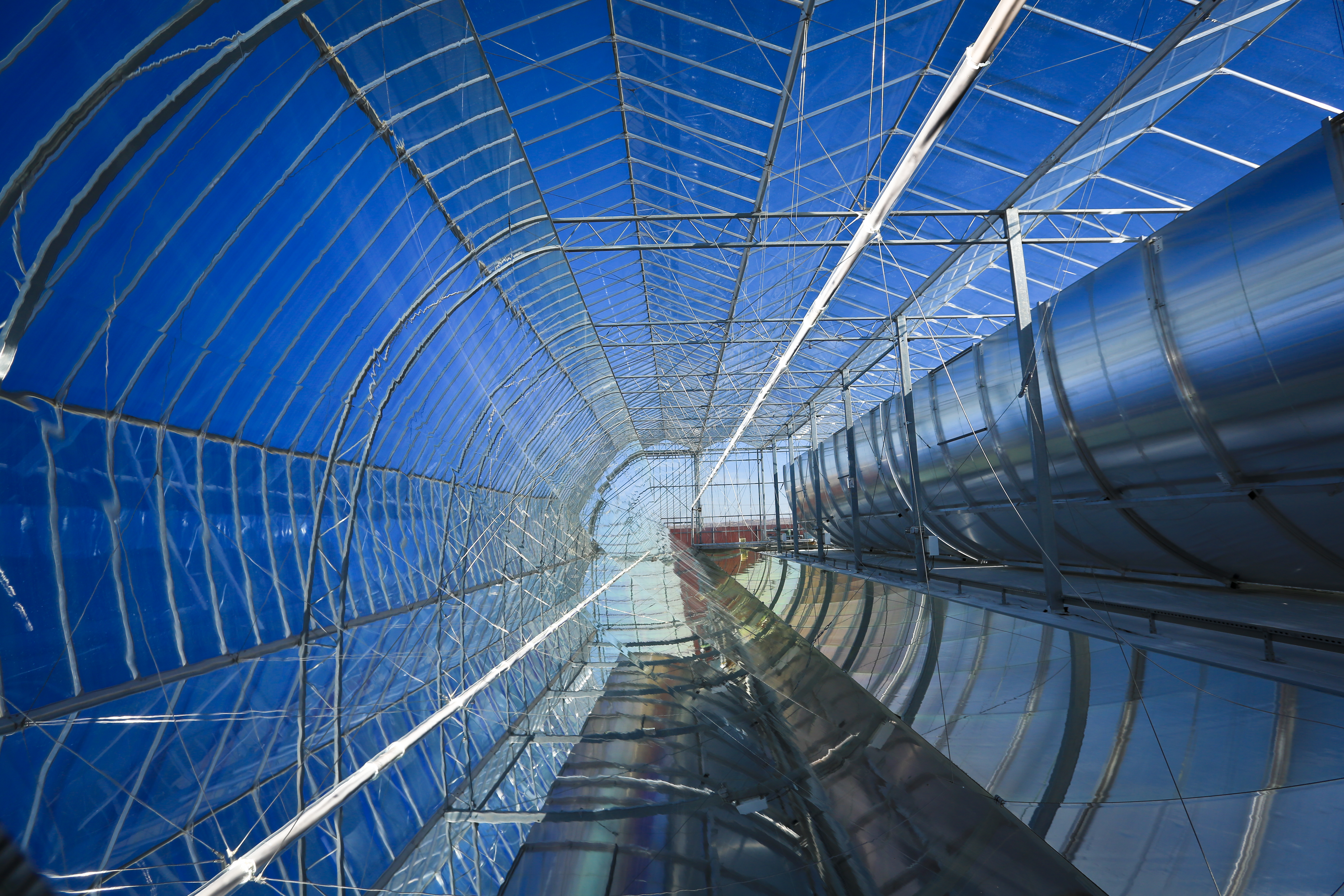
Interior de un cilindro parabólico.

Un concentrador solar cilíndrico parabólico consiste en un reflector parabólico lineal que concentra la luz sobre un receptor posicionado a lo largo de la línea focal del reflector. El receptor es un tubo posicionado directamente sobre el medio del espejo parabólico y está relleno con un fluido de trabajo. El reflector sigue al sol durante la horas diurnas en un solo eje. Un fluido de trabajo (por ejemplo, sal fundida) es calentado a una temperatura entre 150–350 °C cuando fluye a través del receptor y luego este es usado como fuente de calor para ser usado en un sistema generador. Los sistemas cilíndricos es la tecnología CSP más desarrollada. Las centrales Solar Energy Generating Systems (SEGS) en California, las primeras centrales cilíndrico parabólicas del mundo, Nevada Solar One de la empresa Acciona localizada cerca de Boulder City, Nevada y Andasol, la primera central cilíndrico parabólica de Europa, son típicas, junto con las instalaciones de pruebas de la SSPS-DCS Plataforma Solar de Tabernas localizada en España.

#### Cilindro cerrado
Los sistemas de cilindros cerrados son usados para producir calefacción para procesos. El diseño encapsula el sistema termal solar al interior de un edificio de vidrio como un invernadero. El edificio crea un ambiente protegido que puede resistir el embate de los elementos que pueden afectar negativamente la confiabilidad y eficiencia del sistema termal solar. Espejos curvados ligeros que reflejan el sol son suspendidos usando cables desde el techo del edificio de vidrio. Un sistema de seguimiento de un solo eje posiciona los espejos para recuperar la cantidad óptima de luz solar. Los espejos concentran la luz solar y la enfocan sobre una red fija de tuberías de acero, que también se encuentran suspendidas de la estructura del edificio de vidrio. El agua es transportada a través de las tuberías donde es llevada al punto de ebullición y generar vapor usando la radiación solar concentrada por los espejos. La protección de los espejos del viento permite que estos logren temperaturas más altas e impide que se acumule polvo sobre los espejos.

### Reflectores Fresnel
Los reflectores Fresnel están fabricados con muchas tiras de espejos delgados y planos que concentran la luz del sol sobre tubos dentro de los cuales se bombea el líquido de trabajo. Los espejos planos permiten mayor superficie reflectante en la misma cantidad de espacio que la de un reflector parabólico, capturando de esta forma más de la luz solar disponible, y son más baratos que los reflectores parabólicos. Los reflectores Fresnel pueden ser usados en CSP de variados tamaños.

### Disco Stirling
Un disco Stirling o sistema de motor de disco consiste en un reflector parabólico único que concentra la luz en un receptor posicionado en el punto focal del reflector. El reflector sigue al Sol en dos ejes. El fluido de trabajo en el receptor es calentado entre 250 y 700 °C y luego es usado por un motor Stirling para generar electricidad. Los sistemas de disco parabólico son los que proporcionan la más alta eficiencia entre las tecnologías de CSP, entre 31% a 32%, y su naturaleza modular les proporciona escalabilidad. Las compañías Stirling Energy Systems (SES) y Science Applications International Corporation (SAIC) poseen discos en la Universidad de Nevada, Las Vegas (UNLV) y en la Universidad Nacional Australiana (el Big Dish en Canberra, Australia) y son ejemplos de esta tecnología. El récord mundial para eficiencia de conversión a electricidad fue establecido en el año 2008 con un 31,25% por los discos SES en el National Solar Thermal Test Facility (en castellano: Instalaciones Nacionales de Ensayos Solares Termales). Las instalaciones SES en Maricopa, Arizona eran las instalaciones de disco Stirling más grandes del mundo hasta que fueron vendidas a la compañía United Sun Systems, que está moviendo grandes partes de las instalaciones a China como parte del esfuerzo para llenar las enormes necesidades de energía de este país.

### Central solar de torre central
Una central solar de torre central consiste de un conjunto de reflectores (heliostatos) con capacidad de seguimiento en dos ejes, los que concentran la luz del sol sobre un receptor central instalado en una torre; el receptor contiene un fluido almacenado en un depósito, el que puede ser agua de mar. Este fluido de trabajo contenido en el receptor es calentado a entre 500–1000 °C y luego es usado como una fuente de calor para la generación de energía o para un sistema de almacenamiento de calor. El desarrollo de las centrales solares de torre central está menos avanzado que los sistemas cilíndricos, pero ellas ofrecen una eficiencia más alta y una mejor capacidad de almacenamiento de energía. El proyecto Solar Dos localizado en Daggett, California y el CESA-1 localizado en Plataforma Solar de Almería, Almería, España, son las centrales de demostración más típicas de esta tecnología. La central Planta Solar 10 (PS10) localizada en Sanlúcar la Mayor, España, es la primera central solar de torre central con propósito comercial del mundo. La central Sierra SunTower de 5 MW de la empresa eSolar, localizada en Lancaster, California, es la única instalación de torre central que opera en Norteamérica. La National Solar Thermal Test Facility localizada en Albuquerque, Nuevo México, es una central solar termal experimental con una superficie instalada de helióstatos capaz de producir 6 MW.

## Instalaciones a nivel mundial
Las instalaciones comerciales de centrales CSP comenzaron alrededor del año 1984 en Estados Unidos con las centrales SEGS hasta el año 1990 cuando se completó la última central SEGS. Desde el año 1991 hasta el año 2006 no se construyó en el mundo ninguna central CSP.
| Año                                                                                   | 1984 | 1985 | 1989 | 1990 | ... | 2006 | 2007 | 2008 | 2009 | 2010 | 2011  | 2012  | 2013  | 2014  | 2015  | 2016  |
| ------------------------------------------------------------------------------------- | ---- | ---- | ---- | ---- | --- | ---- | ---- | ---- | ---- | ---- | ----- | ----- | ----- | ----- | ----- | ----- |
| Instalado                                                                             | 14   | 60   | 200  | 80   | 0   | 1    | 74   | 55   | 179  | 307  | 629   | 803   | 872   | 925   | 420   | 110   |
| Acumulado                                                                             | 14   | 74   | 274  | 354  | 354 | 355  | 429  | 484  | 663  | 969  | 1,598 | 2,553 | 3,425 | 4,335 | 4,705 | 4,815 |
| Fuentes: REN21: 51 : 133 ·CSP-world.com·International Renewable Energy Agency (IRENA) |      |      |      |      |     |      |      |      |      |      |       |       |       |       |       |       |

| Proyecto                                            | País                   | Potencia (MW) | Tecnología | Completada    |
| --------------------------------------------------- | ---------------------- | ------------- | ---------- | ------------- |
| Acme Solar Thermal Tower                            | India                  | 2,5           | Torre      | 2012          |
| Andasol-1 (AS-1)                                    | España                 | 49,9          | Cilíndrica | 2008          |
| Andasol-2 (AS-2)                                    | España                 | 49.9          | Cilíndrica | 2009          |
| Andasol-3 (AS-3)                                    | España                 | 50            | Cilíndrica | 2011          |
| Archimede                                           | Italia                 | 4,72          | Cilíndrica | 2010          |
| Arcosol 50 (Valle 1)                                | España                 | 49,9          | Cilíndrica | 2011          |
| Aste 1A                                             | España                 | 50            | Cilíndrica | 2012          |
| Aste 1B                                             | España                 | 50            | Cilíndrica | 2012          |
| Astexol II                                          | España                 | 50            | Cilíndrica | 2012          |
| Augustin Fresnel 1                                  | Francia                | 0,25          | Fresnel    | 2012          |
| Beijing Badaling Solar Tower                        | China                  | 1.5           | Torre      | 2012          |
| Borges Termosolar                                   | España                 | 22.5          | Cilíndrica | 2012          |
| Colorado Integrated Solar Project (Cameo)           | Estados Unidos         | 2             | Cilíndrica | 2010          |
| Ibersol Puertollano (EX-1)                          | España                 | 50            | Cilíndrica | 2007          |
| Extresol-1 (EX-1)                                   | España                 | 50            | Cilíndrica | 2010          |
| Extresol-2 (EX-2)                                   | España                 | 49,9          | Cilíndrica | 2010          |
| Extresol-3 (EX-3)                                   | España                 | 50            | Cilíndrica | 2012          |
| Gemasolar Thermosolar Plant (Gemasolar)             | España                 | 19,9          | Torre      | 2011          |
| Guzmán                                              | España                 | 50            | Cilíndrica | 2012          |
| Helioenergy 1                                       | España                 | 50            | Cilíndrica | 2011          |
| Helioenergy 2                                       | España                 | 50            | Cilíndrica | 2012          |
| Helios I (Helios I)                                 | España                 | 50            | Cilíndrica | 2012          |
| Helios II (Helios II)                               | España                 | 50            | Cilíndrica | 2012          |
| Holaniku at Keahole Point                           | Estados Unidos         | 2             | Cilíndrica | 2010          |
| Ibersol Ciudad Real (Puertollano)                   | España                 | 50            | Cilíndrica | 2009          |
| ISCC Hassi R'mel (ISCC Hassi R'mel)                 | Argelia                | 25            | Cilíndrica | 2011          |
| ISCC Kuraymat (ISCC Kuraymat)                       | Egipto                 | 20            | Cilíndrica | 2011          |
| ISCC Morocco (ISCC Morocco)                         | Marruecos              | 20            | Cilíndrica | 2010          |
| Jülich Solar Tower                                  | Alemania               | 1,5           | Torre      | 2008          |
| Kimberlina Solar Thermal Power Plant (Kimberlina)   | Estados Unidos         | 5             | Fresnel    | 2008          |
| La Africana                                         | España                 | 50            | Cilíndrica | 2012          |
| La Dehesa                                           | España                 | 49,9          | Cilíndrica | 2011          |
| La Florida                                          | España                 | 50            | Cilíndrica | 2010          |
| La Risca (Alvarado I)                               | España                 | 50            | Cilíndrica | 2009          |
| Lebrija 1 (LE-1)                                    | España                 | 50            | Cilíndrica | 2011          |
| Majadas I                                           | España                 | 50            | Cilíndrica | 2010          |
| Manchasol-1 (MS-1)                                  | España                 | 49,9          | Cilíndrica | 2011          |
| Manchasol-2 (MS-2)                                  | España                 | 50            | Cilíndrica | 2011          |
| Maricopa Solar Project (Maricopa)                   | Estados Unidos         | 1,5           | Disco      | 2010          |
| Martin Next Generation Solar Energy Center (MNGSEC) | Estados Unidos         | 75            | Cilíndrica | 2010          |
| Morón                                               | España                 | 50            | Cilíndrica | 2012          |
| Nevada Solar One (NSO)                              | Estados Unidos         | 72            | Cilíndrica | 2007          |
| Olivenza 1                                          | España                 | 50            | Cilíndrica | 2012          |
| Orellana                                            | España                 | 50            | Cilíndrica | 2012          |
| Palma del Río I                                     | España                 | 50            | Cilíndrica | 2011          |
| Palma del Río II                                    | España                 | 50            | Cilíndrica | 2010          |
| Planta Solar 10 (PS10)                              | España                 | 11            | Torre      | 2007          |
| Planta Solar 20 (PS20)                              | España                 | 20            | Torre      | 2009          |
| Puerto Errado 1 Thermosolar Power Plant (PE1)       | España                 | 1,4           | Fresnel    | 2009          |
| Puerto Errado 2 Thermosolar Power Plant (PE2)       | España                 | 30            | Fresnel    | 2012          |
| Saguaro Power Plant                                 | Estados Unidos         | 1             | Cilíndrica | 2006          |
| Shams 1                                             | Emiratos Arábes Unidos | 100           | Cilíndrica | Marzo de 2013 |
| Sierra SunTower (Sierra)                            | Estados Unidos         | 5             | Torre      | 2009          |
| Solaben 3                                           | España                 | 50            | Cilíndrica | 2012          |
| Solacor 1                                           | España                 | 50            | Cilíndrica | 2012          |
| Solacor 2                                           | España                 | 50            | Cilíndrica | 2012          |
| Solar Electric Generating Station I (SEGS I)        | Estados Unidos         | 13,8          | Cilíndrica | 1984          |
| Solar Electric Generating Station II (SEGS II)      | Estados Unidos         | 30            | Cilíndrica | 1985          |
| Solar Electric Generating Station III (SEGS III)    | Estados Unidos         | 30            | Cilíndrica | 1985          |
| Solar Electric Generating Station IV (SEGS IV)      | Estados Unidos         | 30            | Cilíndrica | 1989          |
| Solar Electric Generating Station V (SEGS V)        | Estados Unidos         | 30            | Cilíndrica | 1989          |
| Solar Electric Generating Station VI (SEGS VI)      | Estados Unidos         | 30            | Cilíndrica | 1989          |
| Solar Electric Generating Station VII (SEGS VII)    | Estados Unidos         | 30            | Cilíndrica | 1989          |
| Solar Electric Generating Station VIII (SEGS VIII)  | Estados Unidos         | 80            | Cilíndrica | 1989          |
| Solar Electric Generating Station IX (SEGS IX)      | Estados Unidos         | 80            | Cilíndrica | 1990          |
| Solnova 1                                           | España                 | 50            | Cilíndrica | 2009          |
| Solnova 3                                           | España                 | 50            | Cilíndrica | 2009          |
| Solnova 4                                           | España                 | 50            | Cilíndrica | 2009          |
| Termesol 50 (Valle 2)                               | España                 | 49,9          | Cilíndrica | 2011          |
| Termosol 1                                          | España                 | 50            | Cilíndrica | 2013          |
| Termosol 2                                          | España                 | 50            | Cilíndrica | 2013          |
| Thai Solar Energy 1 (TSE1)                          | Tailandia              | 5             | Cilíndrica | 2012          |
| Yazd ISCC                                           | Irán                   | 17            | Cilíndrica | 2010          |

| Proyecto                                          | País           | Potencia (MW) | Tecnología | Término esperado     |
| ------------------------------------------------- | -------------- | ------------- | ---------- | -------------------- |
| Abengoa Mojave Solar Project                      | Estados Unidos | 250           | Cilíndrica | 2014                 |
| Agua Prieta II                                    | México         | 14            | Cilíndrica | Abril de 2013        |
| Arenales                                          | España         | 50            | Cilíndrica | Octubre de 2013      |
| Casablanca                                        | España         | 50            | Cilíndrica | 2013                 |
| Crescent Dunes Solar Energy Project (Tonopah)     | Estados Unidos | 110           | Torre      | Octubre de 2013      |
| Enerstar (Villena)                                | España         | 50            | Cilíndrica | Julio de 2013        |
| Godawari Solar Project                            | India          | 50            | Cilíndrica | 2013                 |
| Ivanpah Solar Electric Generating Station (ISEGS) | Estados Unidos | 370           | Torre      | 1 de octubre de 2013 |
| Kogan Creek Solar Boost (Kogan Creek)             | Australia      | 44            | Fresnel    | 2013                 |
| Solaben 1                                         | España         | 50            | Cilíndrica | 2013                 |
| Solaben 2                                         | España         | 50            | Cilíndrica | 2012                 |
| Solaben 6                                         | España         | 50            | Cilíndrica | 2013                 |
| Solana Generating Station (Solana)                | Estados Unidos | 280           | Cilíndrica | Agosto de 2013       |
| Supcon Solar Project                              | China          | 50            | Torre      |                      |

| Proyecto                                                  | País           | Potencia (MW) | Tecnología | Término esperado   |
| --------------------------------------------------------- | -------------- | ------------- | ---------- | ------------------ |
| Central Solar Ashalim                                     | Israel         | 121           | Torre      | 2017               |
| BrightSource Coyote Springs 1 (PG&E 3) (Coyote Springs 1) | Estados Unidos | 200           | Torre      | Julio de 2014      |
| BrightSource Coyote Springs 2 (PG&E 4) (Coyote Springs 2) | Estados Unidos | 200           | Torre      | Julio de 2015      |
| BrightSource PG&E 5                                       | Estados Unidos | 200           | Torre      | Julio de 2016      |
| BrightSource PG&E 6                                       | Estados Unidos | 200           | Torre      | Diciembre de 2016  |
| BrightSource PG&E 7                                       | Estados Unidos | 200           | Torre      | Julio de 2017      |
| Gaskell Sun Tower (Gaskell)                               | Estados Unidos | 105           | Torre      |                    |
| Genesis Solar Energy Project                              | Estados Unidos | 250           | Cilíndrica | 1 de enero de 2014 |
| KaXu Solar One                                            | Sudáfrica      | 100           | Cilíndrica | 2014               |
| Khi Solar One                                             | Sudáfrica      | 50            | Torre      | 2014               |
| NextEra Beacon Solar Energy Project (Beacon)              | Estados Unidos | 250           | Cilíndrica | 2014               |
| Palen Solar Power Project                                 | Estados Unidos | 500           | Cilíndrica | 1 de enero de 2014 |
| Palmdale Hybrid Power Plant (PHPP)                        | Estados Unidos | 50            | Cilíndrica | 2013               |
| Pedro de Valdivia                                         | Chile          | 360           | Cilíndrica | 2015               |
| Rice Solar Energy Project (RSEP)                          | Estados Unidos | 150           | Torre      | 1 de enero de 2016 |
| Central solar térmica Shneur                              | Israel         | 120           | Cilíndrica | 2014               |
| Victorville 2 Hybrid Power Plant                          | Estados Unidos | 50            | Cilíndrica | 2013               |

## Eficiencia
Para los sistemas termodinámicos solares, la máxima eficiencia {\displaystyle \eta } sol-a-trabajo (por ejemplo: electricidad) puede ser deducida considerando tanto las propiedades de la radiación termal como el segundo principio de la termodinámica (o principio de Carnot). En efecto, la irradiación solar primero debe ser convertida en calor usando un receptor solar con una eficiencia {\displaystyle \eta _{Receptor}}; luego este calor es convertido en trabajo con una eficiencia termodinámica o de Carnot {\displaystyle \eta _{Carnot}}. De ahí, para un receptor solar que proporciona una fuente de calor a una temperatura TH y una disipación de calor a una temperatura T° (por ejemplo: atmósfera a T° = 300 K):
{\displaystyle \eta =\eta _{\mathrm {Receptor} }\cdot \eta _{\mathrm {Carnot} }}
con {\displaystyle \eta _{\mathrm {Carnot} }=1-{\frac {T^{0}}{T_{H}}}}
y {\displaystyle \eta _{\mathrm {Receptor} }={\frac {Q_{\mathrm {absorbida} }-Q_{\mathrm {perdida} }}{Q_{\mathrm {solar} }}}}
donde {\displaystyle Q_{\mathrm {solar} }}, {\displaystyle Q_{\mathrm {absorbida} }}, {\displaystyle Q_{\mathrm {perdida} }} respectivamente son el flujo solar de entrada y los flujos absorbidos y perdidos por el sistema del receptor solar.
Para un flujo solar I (por ejemplo: I = 1000 W/m²) concentrado C veces con una eficiencia {\displaystyle \eta _{optica}} en un sistema de receptores solares con un área A y una absorbancia {\displaystyle \alpha }:
{\displaystyle Q_{\mathrm {solar} }=\eta _{\mathrm {optica} }ICA},
{\displaystyle Q_{\mathrm {absorbida} }=\alpha Q_{\mathrm {solar} }},
Para simplificar, uno puede asumir que las pérdidas son únicamente por radiación (un supuesto correcto para altas temperaturas), y así para un área de reradiación A y una emisividad {\displaystyle \epsilon } aplicando los rendimientos indicados por la ley de Stefan-Boltzmann:
{\displaystyle Q_{\mathrm {perdida} }=A\epsilon \sigma T_{H}^{4}}
Simplificando estas ecuaciones al considerar una óptica perfecta ({\displaystyle \eta _{\mathrm {optica} }} = 1), las áreas de colección y reradiación iguales y máxima absorbancia y emisividad ({\displaystyle \alpha } = 1, {\displaystyle \epsilon } = 1) entonces substituyendo en la primera ecuación lo que da
{\displaystyle \eta =\left(1-{\frac {\sigma T_{H}^{4}}{IC}}\right)\cdot \left(1-{\frac {T^{0}}{T_{H}}}\right)}

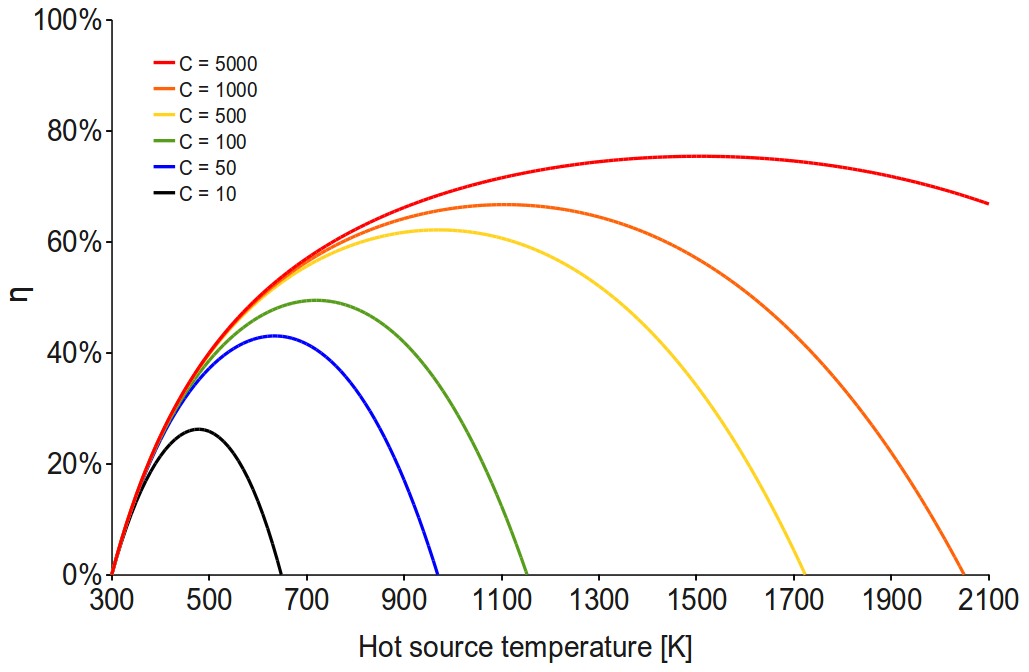
Máxima eficiencia solar-a-trabajo para un receptor solar simplificado en relación con la temperatura de varias concentraciones. Eje horizontal: Temperatura fuente caliente K.

Uno puede ver que la eficiencia no se incrementa simplemente monotónicamente con la temperatura del receptor. De hecho, mientras más alta es la temperatura, más alta es la eficiencia termodinámica, pero también es más baja la eficiencia del receptor. De ahí que la temperatura máxima alcanzable (es decir cuando la eficiencia del receptor es nula,la curva azul en la figura) es:
{\displaystyle T_{\mathrm {max} }=\left({\frac {IC}{\sigma }}\right)^{0.25}}
Existe una temperatura Topt para la cual la eficiencia es máxima, cuando la eficiencia derivada en relación con la temperatura del receptor es nula:
{\displaystyle {\frac {d\eta }{dT_{H}}}(T_{\mathrm {opt} })=0}
Por consiguiente, esto nos lleva a la siguiente ecuación:
{\displaystyle T_{opt}^{5}-(0.75T^{0})T_{\mathrm {opt} }^{4}-{\frac {T^{0}IC}{4\sigma }}=0}
Resolviendo esta ecuación numéricamente nos permite obtener la temperatura óptima del proceso de acuerdo a la proporción de la concentración solar C (la curva roja en la figura siguiente)

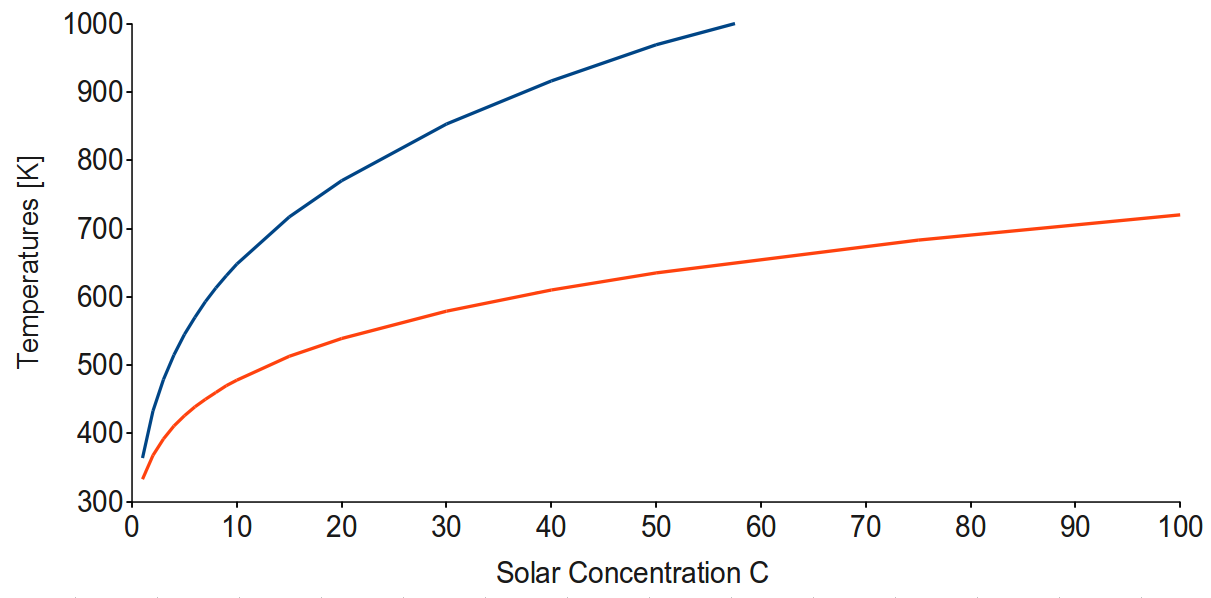
Temperaturas máxima (superior, azul) y óptima (inferior, roja) para un receptor solar en relación con su proporción de concentración. Eje vertical: Temperaturas K, eje horizontal: Concentración solar C.

| C    | 500  | 1000 | 5000 | 10000 | 45000 (max. para la Tierra) |
| Tmax | 1720 | 2050 | 3060 | 3640  | 5300                        |
| Topt | 970  | 1100 | 1500 | 1720  | 2310                        |

## Costes
Al 9 de septiembre de 2009, el costo típico de construir una central CSP era de alrededor de US$2,5 a US$4 por vatio, mientras que el combustible (la radiación del sol) es gratis. De esta forma construir una central CSP de 250 MW tendría un costo de entre US$600 a 1000 millones. Esto significa entre US$0,12 a US$0,18/kWh. Las nuevas centrales CSP pueden ser económicamente competitivas al compararse a los combustibles fósiles. Nathaniel Bullard, un analista solar que trabaja para Bloomberg New Energy Finance, ha calculado que el costo de la electricidad producida por la Central solar de Ivanpah, un proyecto que está en construcción en el sur de California, será más bajo que una de una central fotovoltaica y aproximadamente el mismo que una central a gas natural.
Sin embargo, en noviembre de 2011, Google anunció que ellos no invertirían más en proyectos CSP debido al rápido descenso de costes de la energía solar fotovoltaica. Google gastó US$168 millones en el proyecto BrightSource. IRENA publicó en junio de 2012 una serie de estudios titulados: "Análisis del Costo de las Energía Renovables". El estudio de las CSP muestra el costo tanto de construir como de operar centrales CSP. Se espera que los costos disminuyan, pero existen insuficientes instalaciones para determinar claramente la curva de aprendizaje. A marzo de 2012, existen instaladas 1,9 GW de centrales CSP, con 1,8 GW siendo cilíndricas parabólicas.

## Incentivos

### España
La generación de electricidad usando fuente solares termales es eligible para pagos de tarifas de alimentación (art. 2 RD 661/2007), si la capacidad del sistema no excede los siguientes límites:
Para los sistemas inscritos en el registro de sistemas previo al 29 de septiembre de 2008: 500 MW para los sistemas solares termales.
Para los sistemas inscritos después del 29 de septiembre de 2008 (solo fotovoltaicos). Los límites de capacidad para los diferentes tipos de sistemas son redefinidos durante la revisión de las condiciones que aplican cada cuatrimestre (art. 5 RD 1578/2008, Anexo III RD 1578/2008). Previo al final del período de postulación, las capitalizaciones de mercado especificadas para cada sistemas son publicadas en el sitio web del Ministerio de Industria, Turismo y Comercio (art. 5 RD 1578/2008).
Desde el 27 de enero de 2012, España ha detenido la aceptación de nuevo proyectos para las tarifas de alimentación. Los proyectos actualmente aceptados no son afectados, excepto en que se ha adoptado un 6% de impuestos sobre las tarifas de alimentación, reduciendo efectivamente la tarifa de alimentación.

### Australia
A nivel federal, en el contexto del Objetivo de Energía Renovables a Gran Escala (en inglés: Large-scale Renewable Energy Target, LRET), en operación bajo el Acta de Electricidad por Energía Renovables 2000 (en inglés; Renewable Energy Electricity Act 2000, Cth), la generación de electricidad por medios solares termales a gran escala por centrales RET acreditadas pueden tener derecho a la entrega de certificados de generación a gran escala (en inglés: Large-scale Generation Certificates, LGC). Luego estos certificados pueden ser vendidos o transferidos a entidades responsables (usualmente vendedores de electricidad al por menor) para cumplir con sus obligaciones bajo este esquema de certificados comerciables. Sin embargo como esta legislación es neutral en cuanto a la tecnología usada en su operación, tiende a favorecer a tecnologías de recursos renovables más establecidas con un costo de generación normalizada más bajos, tales como instalaciones eólicas terrestres, más que tecnologías solares termales y CSP.
A nivel estatal, las leyes de alimentación de energía renovables normalmente son limitadas por la capacidad de generación máxima en kWp, y están abiertas solo para la generación a micro y a media escala y en un número de casos están solo están abiertos a la generación fotovoltaica. Esto significa que los proyectos CSP a gran escala no serían elegibles para el pago de incentivos de alimentación en muchas jurisdicciones estatales o en los territorios.

## El futuro
Un estudio realizado por Greenpeace International, la Asociación de Electricidad Solar Termal Europea y el grupo SolarPACES de la Agencia Internacional de Energía investigaron el potencial y el futuro de la energía solar de concentración. El estudio encontró que la energía solar de concentración podría dar cuenta de hasta el 25% de las necesidades de energía mundiales para el año 2050. El incremento de la inversión en ese tiempo sería desde 2 mil millones de euros hasta 92,5 mil millones de euros.
España es el líder en la tecnología de energía solar de concentración, con más de 50 proyectos en desarrollo aprobados por el gobierno. También, exporta su tecnología, incrementando aún más su participación de esta tecnología a nivel mundial. Debido a que esta tecnología trabaja mejor en áreas con alta insolación (radiación solar), los expertos predicen que el crecimiento más grande será en lugares como África, México y el suroeste de Estados Unidos. Indica que los sistemas de almacenamiento termal basados en nitratos (de calcio, potasio, sodio, etc) harán que las centrales CSP sean cada más rentables. El estudio examinó tres diferentes resultados de esta tecnología: ningún incremento de la tecnología CSP, la continuación de las inversiones como ha sido hecha en España y Estados Unidos, y finalmente el potencial verdadero de las CSP sin ninguna barrera en su crecimiento. Los hallazgos de la tercera parte son mostradas en la tabla siguiente:
| Tiempo | Inversión Anual                   | Capacidad Acumulada |
| ------ | --------------------------------- | ------------------- |
| 2015   | 21 000 millones de euros por año  | 420 MW              |
| 2050   | 174 000 millones de euros por año | 1500 GW             |

Finalmente, el estudio reconoce que la tecnología para la CSP ha estado mejorando y como esto resultaría en una drástica reducción de los costes para el año 2050. Predice una caída desde el actual rango de entre €0,23–0,15/kWh a €0,14–0,10/kWh. Recientemente la Unión Europea ha comenzado a preocuparse del desarrollo de una red centrales solares por un valor de €400 mil millones (US$774 mil millones) basadas en la región del Sahara usando la tecnología CSP conocida como Desertec, para crear "una nueva red libre de la emisión de carbono enlazando a Europa, el Medio Oriente y el Norte de África". El plan está respaldado principalmente por los industriales alemanes y predice la producción del 15% de la energía de Europa hacia el año 2050. Marruecos es uno de los principales socios de Desertec y que tiene apenas el 1% del consumo de la Unión Europea, producirá energía más que suficiente para todo el país con grandes excesos que serán enviados a Europa.
Argelia tiene el área desértica más grande y una firma privada argelina ha firmado para participar en el proyecto Desertec. Con su gran área desértica (el potencial CSP más alto en las regiones del Mediterráneo y del Medio Oriente - unos 170 TWh/año) y con su localización geográfica estratégica cerca de Europa es uno de los países claves para asegurar el éxito del proyecto Desertec. Además, existe una abundante reserva de gas natural en el desierto argelino, esto fortalecerá el potencial técnico de Argelia para adquirir centrales híbridas solares y de gas para la generación de electricidad durante las 24 horas.
Otras organizaciones esperan que las CSP tengan un coste de US$0.06/kWh para el año 2015 debido a la mejoras en la eficiencia y la producción en masa de equipamiento. Eso haría que las CSP fueran tan baratas como la producción convencional de energía. Inversionistas tales como el capitalista de riesgo Vinod Khosla esperan que las CSP reduzca en forma continua sus costes y que finalmente después del año 2015 sea más barata que la generación de energía usando carbón.
El 9 de septiembre de 2009, Bill Weihl, el portavoz de energías renovables de Google.org dijo que la empresa estaba realizando investigaciones sobre la tecnología de los espejos de los helióstatos y de las turbinas de gas, con lo que él espera que los costes de la energía eléctrica solar termal caerán a menos de US$0.05/kWh en 2 o 3 años.
En el año 2009, los científicos del Laboratorio Nacional de Energía Renovable (en inglés: National Renewable Energy Laboratory, NREL) y de la empresa SkyFuel se agruparon para desarrollar grandes láminas metálicas curvadas que tienen el potencial de ser un 30% menos caras que los mejores colectores solares al reemplazar los modelos basados en vidrio con una lámina de polímero de plata que tiene el mismo desempeño que los pesados espejos de vidrio, pero con un mucho menor costo y peso. También son muchos más fáciles de desplegar y de instalar. La película brillante usa varias capas de polímeros, con una capa internar de plata pura.
El diseñador de telescopios Roger Angel de la Universidad de Arizona ha dirigido su atención a la energía solar fotovoltaica de concentración (en inglés: Concentrated photovoltaics, CPV), y es un socio en una empresa llamada Rhnu. Angel utiliza lentes concentradores esféricos basados tecnología de los grandes telescopios, pero con materiales y mecanismos mucho más baratos, para crear sistemas más eficientes.

## Centrales solares de gran tamaño
Existen varias propuestas para instalaciones capaces de generar una potencia del orden del gigavatio, o centrales solares de muy gran tamaño. Estas incluyen la propuesta Desertec Euro-Mediterránea, el Proyecto Helios en Grecia (10 GW), y Ordos en China (2 GW). 
Un estudio del año 2003 concluyó que el mundo podría generar 2 357 840 TWh cada año usando centrales solares de muy gran tamaño que ocuparían el 1 % de los desiertos del mundo. El consumo mundial total es de 15 223 TWh/año (esto calculado para el año 2003).
Los proyectos de tamaño de megavatios son conjuntos de centrales unitarias. La central unitaria más grande en operación es de 80 MW (SEGS VIII y SEGS IX) y la central unitaria más grande en construcción es de 370 MW (Central solar Ivanpah, California). En el año 2012, la Oficina de Administración de Terrenos (en inglés: Bureau of Land Management, BLM) puso disponible un total de 39 627 251 hectáreas de territorio en el suroeste de Estados Unidos para ser usadas en proyectos solares, lo suficiente como generar entre 10 000 y 20 000 GW.